# Glasovergang
Een glasovergang is de verandering van eigenschappen die een onderkoelde vloeistof rond een bepaalde temperatuur ondergaat wanneer het systeem overgaat in een amorfe vaste stof.

## Vorming van een glas
Bij de glasovergang gaan een groot aantal vrijheidsgraden verloren waardoor het materiaal hard, stijf en bros wordt. De atomen kunnen in glas – net als bij een kristallijne vaste stof – alleen maar om hun evenwichtspositie vibreren. Boven het glaspunt wordt het materiaal een stroperige vloeistof, waarin atomen kunnen 'reizen' en moleculen om hun as kunnen draaien.

## Tijdsafhankelijkheid
De glastemperatuur wordt meestal aangegeven door Tg en is anders dan een kristallijn smeltpunt afhankelijk van de tijdschaal waarop de overgang plaatsvindt. Bij snel afkoelen zal het glaspunt wat hoger liggen dan bij langzaam afkoelen. Voor precieze bepaling van een glastemperatuur gebruikt men daarom een proces waarbij aan de temperatuur (of een mechanische vervorming) een sinusvormige modulatie wordt meegegeven. De frequentie van een sinusgolf stelt namelijk een enkelvoudige pure tijdschaal voor. Men meet dan de glastemperatuur als functie van de frequentie.

## Kauzmann-paradox
Bij het smelten van een kristallijne vaste stof treden een groot aantal veranderingen tegelijk op. Het materiaal wordt veel wanordelijker en thermodynamisch gesproken betekent dat dat de entropie S verandert. Als het smeltproces onder evenwichtsomstandigheden plaats heeft, houdt dat ook een enthalpieverandering ΔfusH in omdat ΔG =ΔH -TΔS =0. Dit impliceert dat ΔfusH = TmΔfusS.
Er vindt echter ook een verandering in het aantal vrijheidsgraden van beweging plaats. Dit impliceert een verandering in de warmtecapaciteit ΔfusCp.
De warmtecapaciteit is echter ook de afgeleide van de enthalpie en dat wil zeggen dat de enthalpiecurve voor de vloeistof steiler is dan die van de kristallijne vaste stof. Wanneer bij afkoeling kristallisatie uitblijft, betekent dat dat de H-functie voor de onderkoelde vloeistof bij een bepaalde temperatuur TK (de Kauzmann-temperatuur) de functie voor de vaste stof zou snijden. Dit zou tot een paradoxale situatie leiden waarbij de vloeistof weer stabieler (en dichter) dan de vaste stof zou worden. Op grond van deze paradox voorspelt Kauzmann daarom dat de vloeistoffunctie voordien moet afvlakken.
Dit wil echter zeggen dat er vrijheidsgraden verloren moeten gaan. Dit is precies wat bij een glasovergang plaats heeft.
Bij een glasovergang is er dus wel een ΔglasCp, maar geen ΔglasS of ΔglasH. De overgang is daarmee veel subtieler omdat de eerste-orde-afgeleiden van G (zoals H en S) continu zijn. Bij een kristallijn smeltpunt vindt er een disconituïteit plaats.

## Verklaring van de gebruikte symbolen
| Cp      | Soortelijke warmte bij constante druk                |
| ΔfusCp  | Verschil in soortelijke warmte bij smelten           |
| ΔglasCp | Verschil in soortelijke warmte bij de glasovergang   |
| G       | Gibbs vrije energie                                  |
| ΔG      | Verschil in Gibbs vrije energie bij een faseovergang |
| H       | Enthalpie                                            |
| ΔH      | Verschil in enthalpie bij faseovergang               |
| ΔfusH   | Verschil in enthalpie bij smelten                    |
| ΔglasH  | Verschil in enthalpie bij de glasovergang            |
| S       | Entropie                                             |
| ΔS      | Verschil in entropie                                 |
| ΔfusS   | Verschil in entropie bij smelten                     |
| T       | Temperatuur                                          |
| Tg      | Glastemperatuur                                      |
| Tm      | Smeltpunt                                            |
| TK      | Kauzmann-temperatuur                                 |